# Liste des conseillers régionaux de l'Orne
Les conseillers régionaux de l'Orne sont des conseillers qui sont élus dans le cadre des élections régionales pour siéger au conseil régional de Normandie. Leur nombre et le mode scrutin est fixé par le code électoral, l'Orne compte 8 conseillers régionaux au niveau du département sur les 109 élus.

## Mandature 2021-2028
| Nom                     | Parti | Parti       | Groupe                                             | Autres mandats |
| ----------------------- | ----- | ----------- | -------------------------------------------------- | --- |
| Bertrand Deniaud        |       | LR puis DVD | La Normandie conquérante avec Hervé Morin          | |
| Catherine Meunier       |       | LR          | La Normandie conquérante avec Hervé Morin          | Conseillère départementale de Domfront en Poiraie                                                                             |
| Thierry Liger           |       | DVD         | La Normandie conquérante avec Hervé Morin          | Adjoint au maire de Cour-Maugis sur Huisne, président de Cœur du Perche                                                       |
| Brigitte Choquet        |       | LR          | La Normandie conquérante avec Hervé Morin          | Conseillère municipale d'Argentan                                                                                             |
| Laurent Marting         |       | LR          | La Normandie conquérante avec Hervé Morin          | Conseiller départemental de Rai (2015 → 2025) Président du Parc naturel régional Normandie-Maine ( ? → 2025) Mort en fonction |
| Sophia Habibi-Noori     |       | DVD         | La Normandie conquérante avec Hervé Morin          | |
| Laurent Beauvais        |       | PS          | SRC - La Normandie nous rassemble                  | |
| Claire-Emmanuelle Gauer |       | RN          | Rassemblement National - Faire gagner la Normandie | |

## Mandature 2015-2021
| Nom               | Parti | Parti | Groupe                                    | Autres mandats |
| ----------------- | ----- | ----- | ----------------------------------------- | --- |
| Laurent Beauvais  |       | PS    | Socialistes, radicaux et citoyens         | Président d'Argentan Intercom (2014-2020), conseiller municipal d'Argentan (1989-2020) Ancien président de la région Basse-Normandie (2008-2015)    |
| Gaëlle Pioline    |       | PS    | Socialistes, radicaux et citoyens         | Adjointe au maire de Flers (depuis 2008) |
| Lionel Stiefel    |       | FN    | Normandie Bleu Marine                     | Conseiller municipal d'Argentan (mandature 2014-2020, démissionnaire le jour même de son élection ) et secrétaire départemental du FN jusqu'en 2017 |
| Francine Lavanry  |       | FN    | Normandie Bleu Marine                     | Ancienne conseillère municipale de Ferrières-la-Verrerie (2001-2008)                                                                                |
| Bertrand Deniaud  |       | LR    | La Normandie conquérante avec Hervé Morin | Vice-président du conseil régional et conseiller municipal d'Alençon (2014-2020)                                                                    |
| Catherine Meunier |       | LR    | La Normandie conquérante avec Hervé Morin | Adjointe au maire de Domfront puis de Domfront en Poiraie (2014-2020) Conseillère départementale du canton de Domfront en Poiraie (depuis 2015)     |
| Ludovic Assier    |       | UDI   | La Normandie conquérante avec Hervé Morin | Conseiller municipal d'Alençon (2014-2020) |
| Séverine Yvard    |       | LR    | La Normandie conquérante avec Hervé Morin | Adjointe au maire de Colonard-Corubert (2014-2020) et conseillère départementale du canton de Bretoncelles (depuis 2015)                            |
| Laurent Marting   |       | LR    | La Normandie conquérante avec Hervé Morin | Maire d'Heugon (2008 → 2015), vice-président de la CC du canton de La Ferté-Frênel ( ? → 2016), conseiller départemental de Rai (2015 → 2025)       |

## Mandature 2010-2015
L'Orne compte 9 conseillers régionaux sur les 47 élus qui composent l'assemblée du Conseil régional de Basse-Normandie, issue des élections des 14 et 21 mars 2010.
Composition par ordre décroissant du nombre d'élus :
- PSEA : 3 élus
- EELV : 2 élus
- UDC : ? élus
- FdG : ? élus

| Nom               | Parti | Parti | Groupe     | Autres mandats/fonctions                                  |
| ----------------- | ----- | ----- | ---------- | --------------------------------------------------------- |
| Ludovic Assier    |       |       | UDI        |                                                           |
| Laurent Beauvais  |       | PS    | Socialiste | Président de la communauté de communes du Pays d'Argentan |
| Léone Besnard     |       |       | Socialiste |                                                           |
| Jean Chatelais    |       |       | Communiste |                                                           |
| Bertrand Deniaud  |       |       | UMP        |                                                           |
| Sylvie Errard     |       |       | EELV       |                                                           |
| Brigitte Luypaert |       |       | UDI        |                                                           |
| Gaëlle Pioline    |       |       | Socialiste |                                                           |
| Yanic Soubien     |       |       | EELV       |                                                           |